# Pheidole areniphila
Pheidole areniphila är en myrart som beskrevs av Auguste-Henri Forel 1910. Pheidole areniphila ingår i släktet Pheidole och familjen myror.

## Underarter
Arten delas in i följande underarter:
- P. a. areniphila
- P. a. aurora